# Francesco Somaini (scultore)
Francesco Somaini (Lomazzo, 6 agosto 1926 – Como, 19 novembre 2005) è stato uno scultore italiano.

## Biografia

### 1945-1956 - La formazione e l'esordio
Frequenta i corsi di Giacomo Manzù all'Accademia di Belle Arti di Brera ed esordisce nel 1948 alla Rassegna Nazionale di Arti Figurative, promossa dalla Quadriennale di Roma. Si laurea in Giurisprudenza all'Università degli Studi di Pavia nel 1949. Partecipa per la prima volta alla Biennale di Venezia nel 1950. Dopo una fase di riflessione sulle esperienze della scultura moderna internazionale, si volge all'astrattismo e raggiunge autonomia di linguaggio verso la metà degli anni cinquanta con opere realizzate in conglomerato ferrico (Canto aperto, Forza del nascere), che segnano la sua adesione al Movimento Arte Concreta e preludono alla grande stagione informale.

### 1957-1966 - Il periodo informale
S'impone all'attenzione della critica nel 1956 con la partecipazione alla XXVIII Biennale di Venezia. Raggiunge il successo a livello mondiale con la sala alla V Biennale di San Paolo del Brasile nel 1959, dove gli viene assegnato il 1º premio internazionale per la scultura, riconoscimento che gli apre il mercato negli Stati Uniti. Nel 1960 viene invitato con una sala personale alla XXX Biennale di Venezia. L'anno seguente partecipa alla Deuxième Biennale de Paris dove riceve il 1º premio della Critica d'Arte Francese. In questi anni la sua opera incontra il favore di critici come Giulio Carlo Argan e Michel Tapié. Interessato alla sperimentazione dei materiali, l'artista fonde le sue opere anche in ferro, piombo e peltro, riprendendo la fusione con la fiamma ossidrica e polendone le parti concave, per accentuarne l'espressività. È il tempo dei Martìri e dei Feriti, presentati nelle varie personali allestite alla Galleria Notizie di Torino, all'Italian Cultural Institute di New York, alla Galleria Odyssia di Roma e New York, alla Galleria Blu di Milano e in tutte le più importanti collettive internazionali di scultura.
Nel 1962 partecipa, insieme ai più importanti scultori internazionali dell'epoca, alla mostra Sculture nella città organizzata da Giovanni Carandente nell'ambito del V Festival dei Due Mondi a Spoleto. Presenta due sculture in ferro: Ferito III. Addio del 1960 e La punta del 1962.

### 1967-1975 - Grandi opere e riflessioni sul rapporto tra scultura, architettura e metropoli moderna

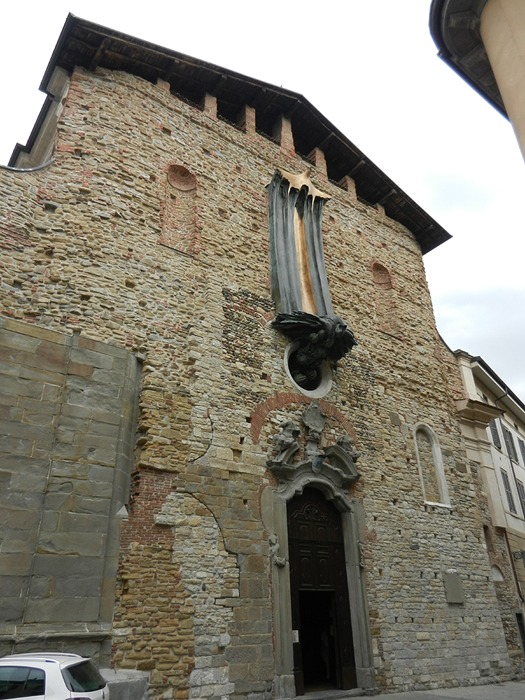
La discesa dello Spirito Santo-Chiesa di Santo Spirito-Bergamo-1972

Conclusasi la stagione informale, Somaini carica le sue sculture di valenze simboliche (Portali,1967), dove forme organiche sono poste in continuo rapporto dialettico con volumi geometrici di impianto architettonico. Questa nuova fase conduce alla realizzazione di opere di alta visionarietà con il ciclo delle Carnificazioni di un'architettura (1974-1976). Nella convinzione che la scultura debba svolgere un ruolo di riqualificazione del tessuto architettonico urbano – maturata durante le esperienze compiute a grande scala con i monumenti realizzati tra il 1958 e il 1972, in Italia e negli Stati Uniti – lo scultore formalizza le proprie idee a livello teorico e in una serie di studi progettuali (Enrico Crispolti, Francesco Somaini, Urgenza nella città, Mazzotta, Milano 1972). 
Parallelamente alla riflessione sul rapporto tra scultura, architettura e contesto ambientale, Somaini sperimenta una tecnica personale di intaglio diretto, praticato mediante l'uso del getto di sabbia a forte pressione. Questa tecnica diviene a partire dal 1965 componente fondamentale del suo linguaggio plastico. L'artista procede all'intaglio diretto del marmo con il getto di sabbia ad aria compressa a partire dal 1975 (Antropoammonite I).

### 1975-1986 - Matrici e tracce
Nel 1975 l'analisi degli aspetti concettuali inerenti alle procedure laboratoriali della scultura, conduce l'artista all'ideazione di una "traccia" a bassorilievo, ottenuta mediante il rotolamento di una "matrice" scolpita che, lasciando un'impronta in divenire, sviluppa e rivela un'immagine criptica ad essa affidata in negativo (Anamorfosi Bargellini, Pieve di Cento, 1982-84). Matrici e tracce introducono l'elemento dinamico, l'azione, l'idea di un percorso, di un intervento che coinvolge architettura e contesto urbano. Queste nuove opere vengono presentate nella sala personale alla Biennale di Venezia del 1978 (Prima traccia e la scultura matrice: Antropoammonite), nell'antologica al Wilhelm-Lehmbruck Museum di Duisburg nel 1979 (Sviluppo di un paesaggio antropomorfico e matrice, 1978-79) e nella personale all'Orto Botanico di Lucca nel 1980 (Svolgimento dell'avvolto: traccia tragica, 1979).

### 1987-2005 - L'ultima stagione: i grandi marmi
A partire dalla metà degli anni ottanta, Somaini si volge nuovamente all'esecuzione di opere a grande dimensione in Italia e in Giappone, dove la dialettica dell'impronta si evolve nella trattazione di forme in positivo/negativo (Porta d'Europa, Montano Lucino, 1995, installata in prossimità dello svincolo dell'autostrada Como sud). Attività che prosegue in opere successive di grande impegno come Fortunia (1988), in una serie di Lotte con il serpente caratterizzate da un'organicità prepotentemente vitalistica, come Fortunia Vincitrice (2000).  Opere in parte proposte nell'antologica allestita nel Palazzo di Brera a Milano nel 1997, nella Quadriennale di Roma del 1999, nelle Biennali di Carrara del 1998 e 2000 e nell'antologica al Castello di Pergine (Trento) del 2000. 
Negli ultimi anni lo scultore affianca sempre più l'attività disegnativa a quella plastica. Nel 1999 pone mano a una grande serie di opere su carta che riprendono in chiave fantastica i miti e le leggende sviluppatisi attorno all'Etna, rivisitati anche attraverso la lettura di Maria Corti (Catasto magico, Einaudi, 1999). In questo periodo colloca negli uffici del Centro Commerciale Bennet di Montano Lucino (Como) Fortunia Vincitrice (1997-2000) e Variazioni su Grande scultura verticale (2001).
Partecipa ad alcune importanti mostre, come Arti e Architettura, 1900-2000 curata da Germano Celant al Palazzo Ducale di Genova (2004), Scultura Italiana del XX secolo alla Fondazione Arnaldo Pomodoro e Annicinquanta. La nascita della creatività italiana, Palazzo Reale di Milano (2005).
Muore a Como il 19 novembre 2005. 
La Galleria Nazionale d'Arte Moderna di Roma gli dedica la prima retrospettiva postuma, Il periodo informale 1957-1964 (2007).

## Opere
L'attività artistica di Somaini non riguarda soltanto l'ambito scultoreo; è caratterizzata da una vasta produzione di opere pittoriche su carta e anche su tavola, spesso funzionali allo studio progettuale delle sculture. L'artista sperimenta anche nuove modalità espressive come la fotografia (con l'esecuzione di fotomontaggi legati alla sua riflessione sulla metropoli moderna, 1974-1980) e la realizzazione di azioni (azione di Brema, 1986). Rilevante anche la sua attività di collaborazione fin dagli anni cinquanta con architetti come Luigi Caccia Dominioni, Ico Parisi e Ignazio Gardella; alcuni di questi progetti architettonici relativi alla città di Milano sono visionabili sul sito Fondazione Ordine degli Architetti.
Alcune tra le sue opere più importanti si trovano nelle collezioni di importanti musei negli Stati Uniti, in Germania, Paesi Bassi, Austria, Italia, Città del Vaticano, Belgio, Finlandia, Francia, Brasile, e in Serbia.
Altre sono collocate in spazi pubblici negli Stati Uniti, Italia, Giappone, Nuova Zelanda, Paesi Bassi, Svizzera.

## Mostre
A Francesco Somaini sarà dedicata la venticinquesima edizione delle “Grandi Mostre nei Sassi”, la tradizionale mostra estiva che il Circolo culturale La Scaletta promuove e organizza, in collaborazione con il Comune di Matera, sin dal 1987.
Dal 18 giugnoal 9 ottobre 2011, saranno esposte 135 opere (75 sculture, 40 disegni e una ventina di medaglie e piccole tracce), datate tra il 1943 e il 2005, provenienti dall'Archivio Somaini, da musei italiani e da prestigiose collezioni private. Il percorso espositivo sarà suddiviso tra le Chiese Rupestri Madonna della Virtù e San Nicola dei Greci (grandi sculture) e il Museo della Scultura Contemporanea, “Musma”, che ospiterà le piccole sculture, i disegni e le medaglie. Sempre al Musma, nella Biblioteca Scheiwiller, sarà allestita la mostra bio-bibliografica di immagini, documenti e video sullo scultore comasco.
Nel 2015, in occasione del decennale della scomparsa, la città natale di Lomazzo gli dedica la mostra “Somaini. L'atelier di uno scultore” che sonda il rapporto tra l'artista e il laboratorio nel quale nascevano tutte le maggiori opere d'arte, mentre la città di Como realizza la mostra “Somaini. Immaginare Scultura” ospitata presso il Broletto civico e incentrata sui disegni e sugli acquerelli di Somaini.